# Dielona Luta
Dielona Luta (* 9. November 1994 in Waldbröl) ist eine ehemalige deutsch-kosovarisch-albanische Fußballspielerin.

## Fußball-Karriere

### Im Verein
Dielona Luta begann ihre Karriere beim SV 02/29 Morsbach e.V., dort spielte sie in der Frauenmannschaft und in der Juniorinnenmannschaft. Im Jahr 2009 wechselte sie zum VfL Wolfsburg. Beim VfL spielte sie in der U16 und wurde im Sommer dann frühzeitig in die 3. Frauenmannschaft berufen. Mit der U16 gewann sie die NFV-Meisterschaft und nahm an der Norddeutschen Meisterschaft in Hamburg teil. 2010 verließ sie den VfL Wolfsburg und bekam eine Einladung zum Probetraining vom Zweitligisten Bayern München, der von Nathalie Bischof trainiert wurde, und vom 1. FFC Frankfurt, der von Colin Bell in der Bundesliga trainiert wurde. Auch der Zweitligist SC 07 Bad Neuenahr hatte Interesse.
Luta wechselte 2013 in die Seniorinnenmannschaft von Hannover 96, für die sie im August 2013 ihr Seniorendebüt gegen TuS Kleefeld in der Frauen-Landesliga spielte. In Hannover wurde Luta Top-Scorerin. Im Sommer wechselte sie zum TSV Havelse in die Regionalliga Nord. Sie bekam eine Einladung zum Probetraining von Bayer 04 Leverkusen. Dies wurde vom TSV Havelse genehmigt. Sie spielte für den TSV lediglich ein Spiel gegen den 1. FC Union Berlin und entschied sich am 3. Februar 2014 für einen Wechsel zum neugegründeten MSV Duisburg.
Nach einem WM-Qualifikationsspiel gegen die Niederlande erhielt sie eine Einladung vom niederländischen Meister FC Twente, der von Arjan Veurink trainiert wurde. Anschließend wechselte sie aber zum 1. FC Köln II, für den sie bis Ende Saison 2014/15 spielte. Zum Schluss wechselte sie 2015 zum Regionalligisten SC Fortuna Köln und beendete später ihre Fußballkarriere.

### Nationalmannschaft
Dielona Luta wurde das erste Mal vom Nationaltrainer der Albanischen Fußballnationalmannschaft der Frauen Altin Rraklli am 11. März 2013 eingeladen, um vom 25. März 2013 bis 10. April 2013 die Preliminary Round des FIFA Women’s World Cup in Malta zu spielen. Sie gab schließlich ihr A-Länderspieldebüt im WM-Qualifikationsspiel gegen Belgien im September 2013. Sie hatte bis April 2014 insgesamt sechs Einsätze, wobei sie zwei Mal durchspielte. Luta nahm an der Qualifikation zur Fußball-Weltmeisterschaft der Frauen 2015 teil.